# 長登站
長登站（朝鲜语：／ Kindŭng yŏk */?）是位于朝鮮民主主義人民共和國黄海北道黄州郡的一個鐵路車站。1906年隨京義線通車啟用。

## 邻近车站
黑橋站 - 長登站 - 黄州站